# Стреленко, Мария Борисовна
Мари́я Бори́совна Стреле́нко (16 июня 1976, Ленинград — 12 января 2011, Санкт-Петербург) — российская биатлонистка, мастер спорта международного класса. Чемпионка России, победительница и призёр этапов Кубка мира, участница чемпионатов мира. Скончалась от рака желудка. Похоронена на Кузьмоловском кладбище (Всеволожский район Ленинградской области).

## Статистика
Кубок мира
- 1999/2000 — 29-е место (89 очков)
- 2000/01 — 34-е место (110 очков)
- 2001/02 — 79-е место (3 очка)

## Призовые места

### Кубок мира по биатлону 1999/2000
- Первое место — эстафета на этапе в Поклюке.
- Второе место — спринт 7,5 км на этапе в Поклюке.
- Второе место — эстафета на этапе в Антерсельве.
- Третье место — эстафета на этапе в Хохфильцене.